# Verdrag van Andelot

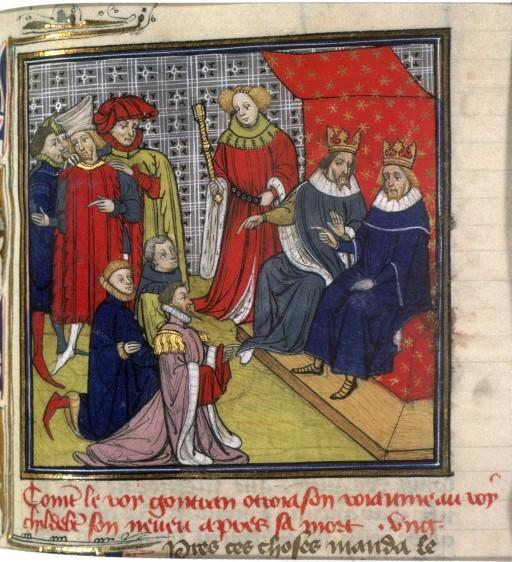
Gunthram en Childebert II, van de Grandes Chroniques de France.

Het Verdrag van Andelot (of het Pact van Andelot), werd getekend te Andelot-Blancheville in 587 tussen koning Gontram van Bourgondië en koningin Brunhilde van Austrasië. Op basis van de voorwaarden van het akkoord, ging Brunhilde ermee akkoord dat Gontram haar zoon, Childebert II, zou adopteren als zijn opvolger en een bondgenoot zou worden van Childebert tegen de opstandige leudes.
Gregorius van Tours schreef in zijn Historia Francorum dat in het dertiende jaar van Childebert, hij naar een ambassade ging voor de koning van Metz tot Chalon om Gontram te ontmoeten, die beweerde dat vorige beloftes gebroken waren, vooral omtrent de verdeling van Senlis. Iets wat aanzienlijk was voor Gregorius, was dat het verdrag het mogelijk maakte dat Tours afgestaan werd aan Childebert door Gontram. Een overeenkomst werd schriftelijk voorzien en Gregorius bewaarde de tekst van het verdrag in zijn historie.

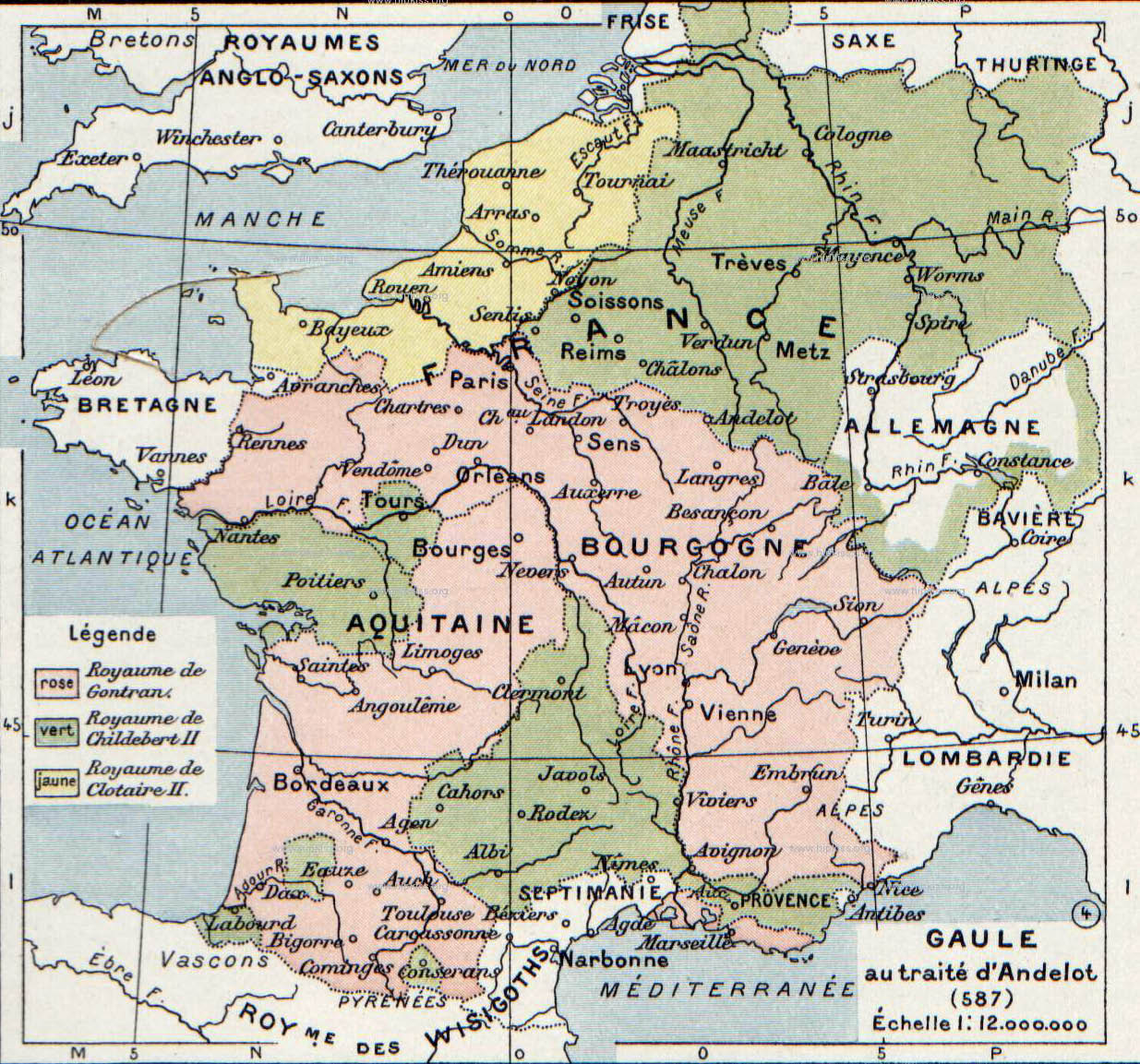
Verdeling Frankische koninkrijken in 587: ■ Chlotarius II ■ Gontram van Bourgondië ■ Childebert II
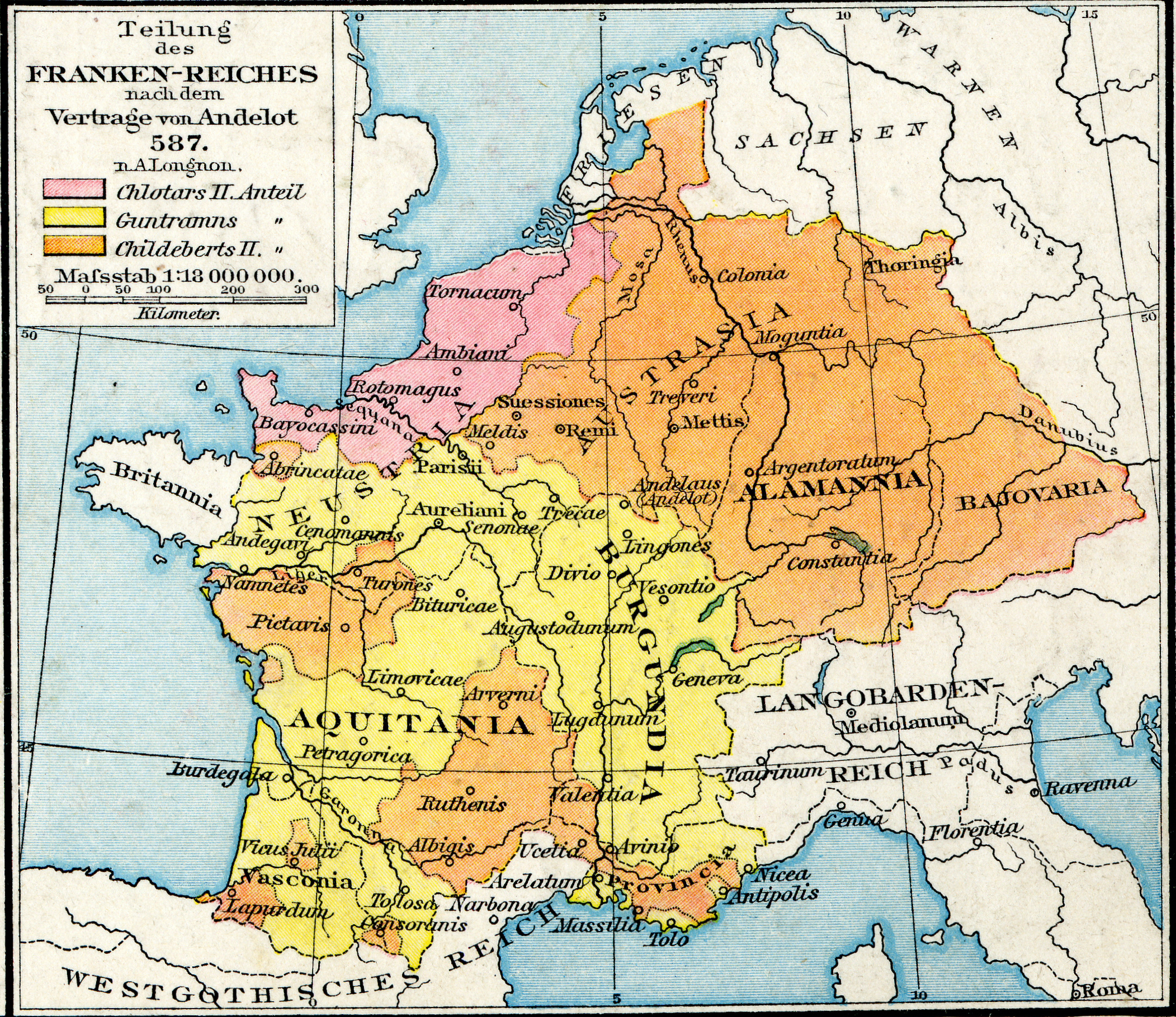
Verdeling Frankische koninkrijken in 587: ■ Chlotarius II■ Gontram van Bourgondië■ Childebert II